# Роток (станція)
Рото́к — проміжна залізнична станція 4-го класу Козятинської дирекції Південно-Західної залізниці на електрифікованій лінії Фастів I — Миронівка між станцією Біла Церква (7 км) та зупинним пунктом Томилівка (5 км). Розташована на східній околиці Білої Церкви поблизу найбільш густонаселеного масиву Леваневського / Незалежності.

## Історія
Станція відкрита у 1954 році під  первинною назвою Платформа 41 км.
У 1963 році станція електрифікована змінним струмом (~25 кВ) в складі дільниці Миронівка — Фастів I.
У 1965 році станція отримала сучасну назву — Роток.

## Пасажирське сполучення
На станції зупиняються приміські електропоїзди напрямку Київ — Фастів I — Миронівка.
До станції курсують міські тролейбуси №№ 1, 2, 3А, 5 та маршрутні таксі №№ 2А, 5, 19, 19А. У перспективі планується біля станції створити транспортно-пересадковий вузол — автовокзал.